# Euphorbia semiperfoliata
Euphorbia semiperfoliata là một loài thực vật có hoa trong họ Đại kích. Loài này được Viv. mô tả khoa học đầu tiên năm 1824.